# Kristin Gierisch
Kristin Gierisch (ur. 20 sierpnia 1990 w Zwickau) – niemiecka lekkoatletka specjalizująca się w trójskoku.
Szósta zawodniczka mistrzostw świata juniorów młodszych w Ostrawie (2007). W 2009 zajęła piąte miejsce na juniorskich mistrzostwach Europy w Nowym Sadzie. Bez powodzenia startowała w 2012 na halowym czempionacie globu. Dziewiąta zawodniczka mistrzostw Europy w Zurychu (2014). W 2015 była czwarta na halowym czempionacie Europy oraz zajęła 8. miejsce na mistrzostwach świata w Pekinie. Na początku 2016 zdobyła srebro halowych mistrzostw świata w Portland. W tym samym roku była ósma na mistrzostwach Europy oraz zajęła 11. miejsce w finałowym konkursie igrzysk olimpijskich w Rio de Janeiro, natomiast w 2017 została halową mistrzynią Starego Kontynentu w Belgradzie. Zdobyła srebrny medal na mistrzostwach Europy w 2018 w Berlinie.
Złota medalistka mistrzostw Niemiec oraz reprezentantka kraju na drużynowych mistrzostwach Europy i w meczach międzypaństwowych.
Rekordy życiowe: stadion – 14,61 (2 czerwca 2019, Garbsen); hala – 14,59 (10 lutego 2019, Chemnitz). Oba rezultaty są aktualnymi rekordami Niemiec.

## Osiągnięcia
| Rok  | Impreza                                 | Miejsce        | Lokata            | Wynik (m) |
| ---- | --------------------------------------- | -------------- | ----------------- | --------- |
| 2007 | Mistrzostwa świata juniorów młodszych   | Ostrawa        | 6. miejsce        | 12,70     |
| 2009 | Mistrzostwa Europy juniorów             | Nowy Sad       | 5. miejsce        | 13,42w    |
| 2012 | Halowe mistrzostwa świata               | Stambuł        | el. – 17. miejsce | 13,67     |
| 2014 | Mistrzostwa Europy                      | Zurych         | 9. miejsce        | 13,76     |
| 2015 | Halowe mistrzostwa Europy               | Praga          | 4. miejsce        | 14,46     |
| 2015 | Superliga drużynowych mistrzostw Europy | Czeboksary     | 2. miejsce        | 14,46w    |
| 2015 | Mistrzostwa świata                      | Pekin          | 8. miejsce        | 14,25     |
| 2016 | Halowe mistrzostwa świata               | Portland       | 2. miejsce        | 14,30     |
| 2016 | Mistrzostwa Europy                      | Amsterdam      | 8. miejsce        | 14,03     |
| 2016 | Igrzyska olimpijskie                    | Rio de Janeiro | 11. miejsce       | 13,96     |
| 2017 | Halowe mistrzostwa Europy               | Belgrad        | 1. miejsce        | 14,37     |
| 2017 | Superliga drużynowych mistrzostw Europy | Lille          | 2. miejsce        | 14,13     |
| 2017 | Mistrzostwa świata                      | Londyn         | 5. miejsce        | 14,33     |
| 2018 | Mistrzostwa Europy                      | Berlin         | 2. miejsce        | 14,45     |
| 2018 | Puchar interkontynentalny               | Ostrawa        | 6. miejsce        | 13,96     |
| 2019 | Superliga drużynowych mistrzostw Europy | Bydgoszcz      | 6. miejsce        | 13,91     |
| 2019 | Mecz Europa – USA                       | Mińsk          | 4. miejsce        | 13,80     |
| 2021 | Igrzyska olimpijskie                    | Tokio          | el. – 30. miejsce | 13,02     |
| 2022 | Mistrzostwa Europy                      | Monachium      | el. – 16. miejsce | 13,59     |
| 2024 | Mistrzostwa Europy                      | Rzym           | 10. miejsce       | 13,74     |